# پارک جنگلی تولیمور
پارک جنگلی تولیمور (انگلیسی: Tollymore Forest Park) اولین پارک جنگلی ایرلند شمالی بود که در ۲ ژوئن ۱۹۵۵ میلادی ایجاد شد. این پارک جنگلی در نزدیکی روستای بریانزفورد در ایرلند شمالی، در کوه‌پایه‌های کوه‌های مورن قرار گرفته است. پارک جنگلی تولیمور جزو فهرست ۲۰ مکان برتر برای پیکنیک در بریتانیا در سال ۲۰۰۰ مجله ساندی تایمز قرار گرفت.